# Tremores de terra em Arapiraca
Arapiraca é uma cidade localizada no estado de Alagoas, Brasil. Conhecida principalmente por sua produção de fumo e seu desenvolvimento agrícola. Nos últimos anos a cidade ganhou atenção nacional e internacional em decorrência de eventos sísmicos que ocorreram em seu território. Os tremores de terra em Arapiraca são um fenômeno relativamente recente e têm sido objeto de estudos por parte de vários pesquisadores e orgãos competentes.

## Histórico dos tremores
Os primeiros relatos de tremores de terra em Arapiraca datam do ano de 2010. Desde então, a cidade tem experimentado uma série de abalos sísmicos, alguns deles perceptíveis pela população e causadores de danos materiais. Em 2 de março de 2010, um tremor de magnitude 2.5 na escala Richter foi registrado na cidade, gerando apreensão entre os moradores. Embora de baixa magnitude, o evento foi significativo por ser um dos primeiros registros de atividade sísmica na região.
Em novembro de 2015, Arapiraca experimentou uma sequência de tremores, com magnitudes variando entre 1.8 e 2.9 na escala Richter. Esses eventos causaram rachaduras em edificações e motivaram a realização de estudos mais aprofundados sobre a atividade sísmica na área. Com o tempo a população foi esquecendo desses episódios e acabou que não houve conclusões acerca do caso. Um outro caso foi o de 20 de fevereiro de 2021, quando mais um tremor de magnitude 2.3 foi sentido na cidade. 

Esse evento reacendeu o debate sobre as possíveis causas dos tremores.

## Causa dos tremores
A causa exata dos tremores de terra em Arapiraca ainda não é completamente compreendida. No entanto, há algumas hipóteses que têm sido discutidas pela comunidade científica:
- Atividade Tectônica: A hipótese mais comum é que os tremores sejam resultado de atividades tectônicas na região. Embora o Brasil esteja localizado no interior de uma placa tectônica, eventos sísmicos podem ocorrer devido a falhas geológicas locais. Em Arapiraca há estudos que apontam para uma Zona de Cisalhamento.

- Exploração de Recursos Naturais: Outra teoria sugere que a exploração de recursos naturais, como a extração de água subterrânea e a mineração, possa estar influenciando a estabilidade do solo e contribuindo para os tremores.

## Impacto na população
Os tremores de terra em Arapiraca têm gerado preocupação entre os moradores, especialmente devido aos danos estruturais em edifícios e residências. Muitos moradores acreditam que a causa desses eventos está relacionada a extração de recursos minerais que acontece na cidade e nos municípios circunvizinhos.
Estas opiniões da população, são expressadas e também podem ser vistas em comentários nos mais diversos jornais e blogs da região.